# Barrio Seminario
El barrio Seminario se encuentra en la comuna chilena de Talca, Región del Maule. Es uno de los barrios más antiguos de la ciudad. Debe su nombre al seminario conciliar San Pelayo, ubicado cerca del sector desde finales del siglo XIX.
Se ubica al costado norponiente del centro de la ciudad, delimitando con el río Claro.

## Historia
El barrio comenzó a constituirse hacia inicios del siglo XIX como uno de los principales sectores residenciales de la comuna. En su haber ha contado con diversos lugares de interés, como la primera central eléctrica Piduco, el Estadio Fiscal de Talca y el parque Río Claro, entre otros.
Actualmente cuenta con un importante decrecimiento en su población, especialmente después del terremoto del 27 de febrero de 2010 que generó bastante daño en gran parte de sus construcciones.